# Richardsonichthys leucogaster
Richardsonichthys leucogaster is een straalvinnige vissensoort uit de familie van napoleonvissen (Tetrarogidae). De wetenschappelijke naam van de soort is voor het eerst geldig gepubliceerd in 1848 door Richardson.